# Goeien dag
Goeien dag is het debuutalbum van de Belgische artieste Slongs Dievanongs.

## Tracklist
1. Goeiemorgend, goeiendag (met Brahim)
2. Lacht nor mij
3. Ik zen ni de bank
4. iFoon
5. Ik wil mier
6. Danse me a (met Sista Flex)
7. Doeda ogen dicht (met Adil)
8. Vakskes
9. Netje
10. Kraken (met Axl Peleman)
11. Nieven ex
12. Gin zweet
13. Welcome Home (live)
14. Voyage Voyage / Journey of Love (live)
15. Goeiemorgend, goeiendag (Silkey-remix)